# Bendlerblock
Bendlerblock är ett byggnadskomplex i centrala Berlin, beläget på Stauffenbergstrasse 18 i stadsdelen Tiergarten i Mitte. Byggnaderna har använts av olika militära ämbetsverk och funktioner, sedan 1993 som Berlinkontoret för Tysklands försvarsministerium, vars högkvarter fortfarande finns i Bonn. 

## Bakgrund
Kvarteret har sitt namn efter gatans tidigare namn Bendlerstrasse, i sin tur uppkallad efter kommunalpolitikern Johann Cristoph Bendler (1789–1873). Byggnaderna uppfördes ursprungligen 1914 för den kejserliga marinens administration och kom under Weimarrepubliken att användas av Reichswehr.
Under Nazityskland var byggnaden på dåvarande Bendlerstrasse 11–13 säte för Allgemeines Heeresamt och befälhavaren för reservarmén Ersatzheer, under Oberkommando des Heeres. Bendlerblock blev högkvarteret för den motståndsgrupp av officerare kring generalöverste Ludwig Beck och överste Claus Schenk von Stauffenberg som genomförde det misslyckade 20 juli-attentatet mot Adolf Hitler och det därpå följande statskuppsförsöket Operation Valkyria. Kuppmakarna avrättades summariskt redan samma natt på innergården. Till minne av motståndskämparna är idag delar av lokalerna för deras dåvarande tjänsterum en permanent utställning om motståndet under Nazityskland, Gedenkstätte Deutscher Widerstand. På innergården finns ett minnesmärke över de officerare som avrättades i samband med kuppen.

## Bildgalleri

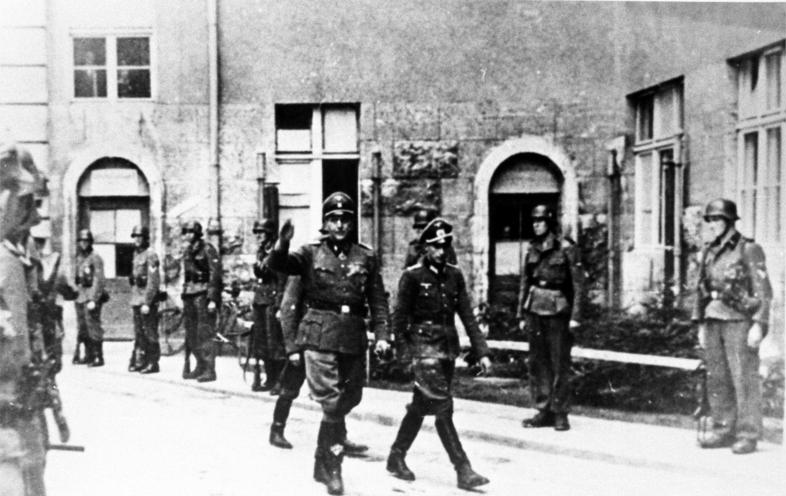
Waffen-SS-officer Otto Skorzeny i Bendlerblock efter kuppförsöket i juli 1944.
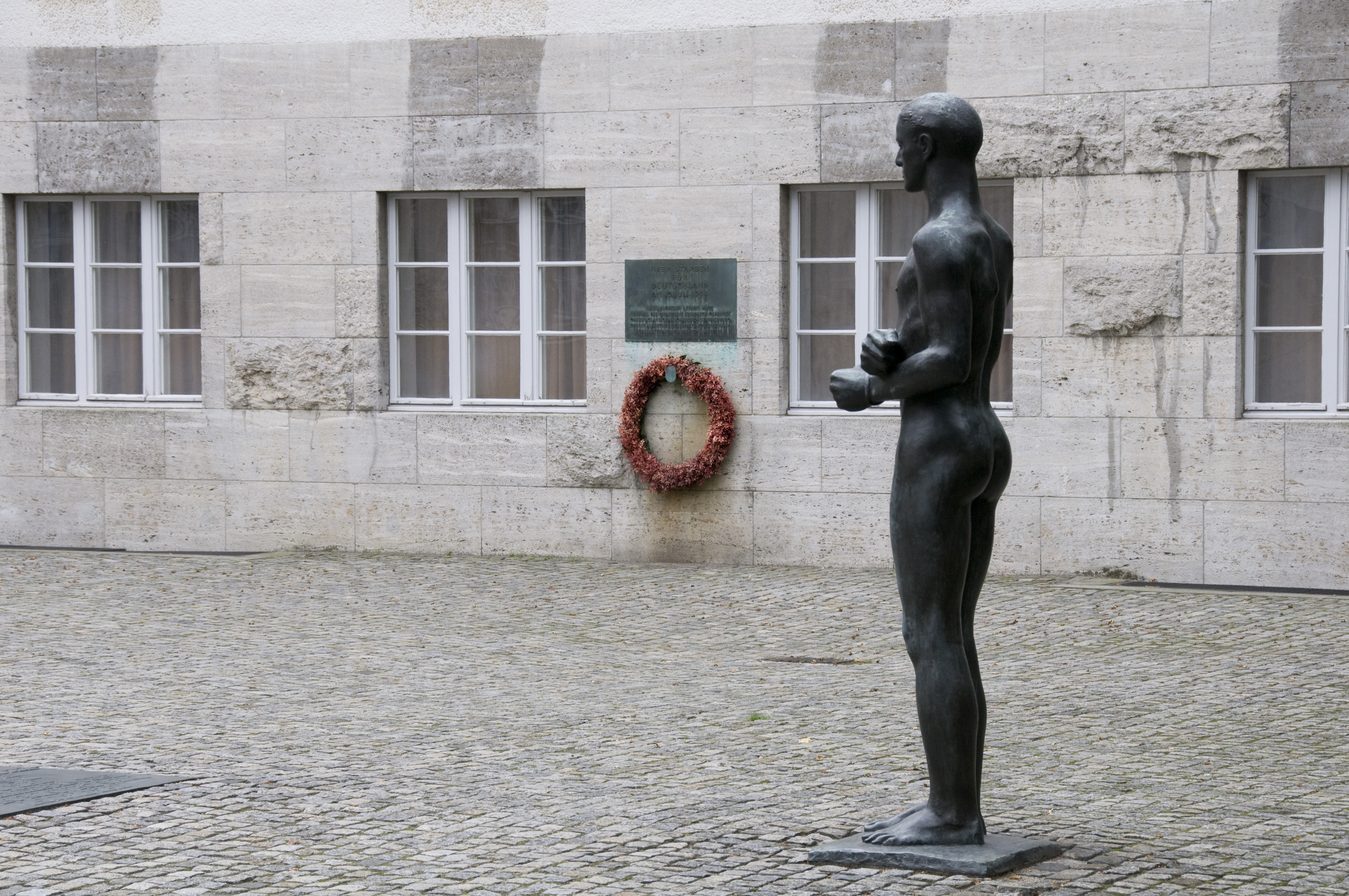
Minnesplatsen där upprorsmännen avrättades efter 20-juli-attentatet, däribland överste Stauffenberg.
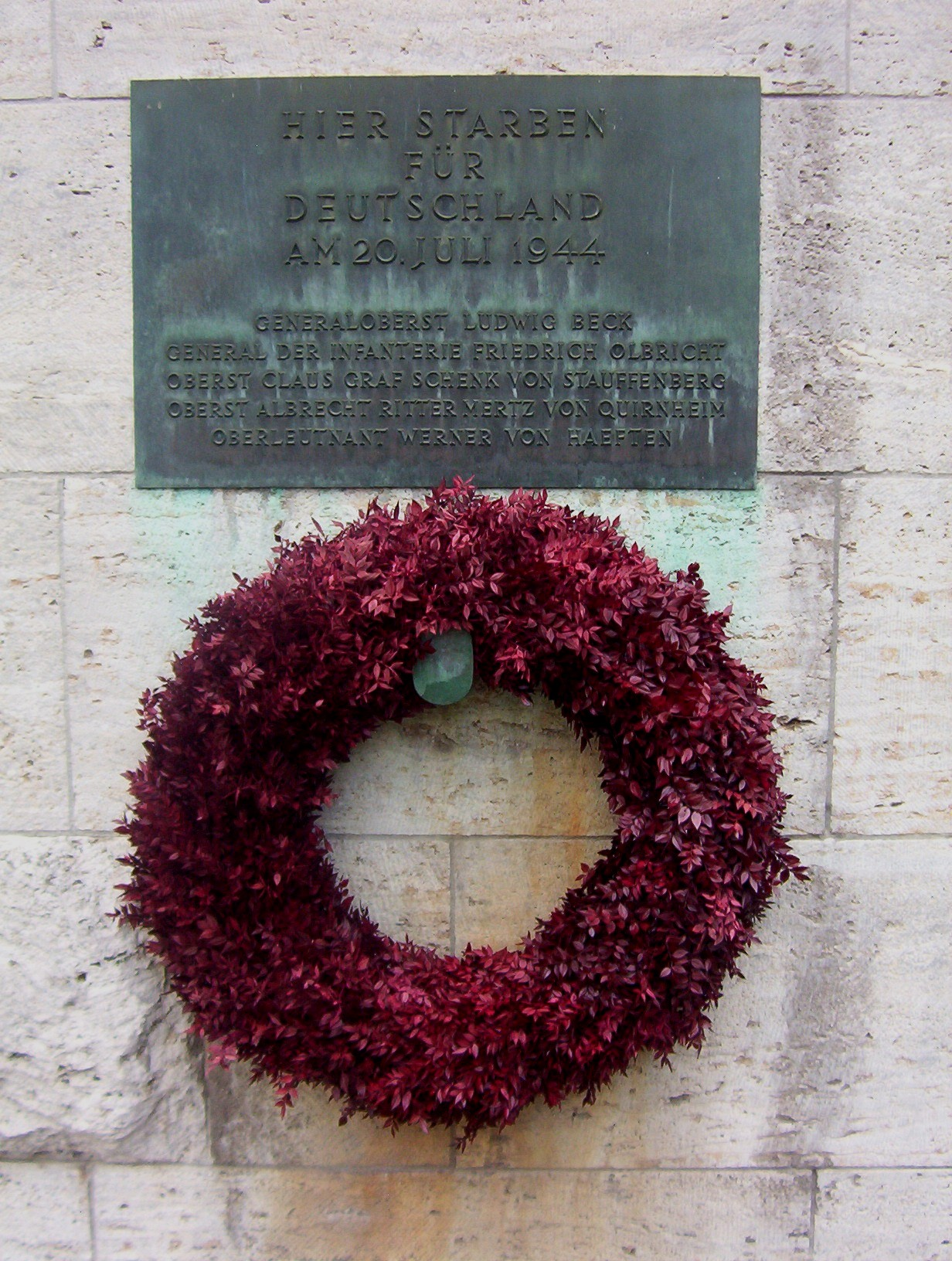
Minnesplaketten över de avrättade officerarna efter kuppförsöket.
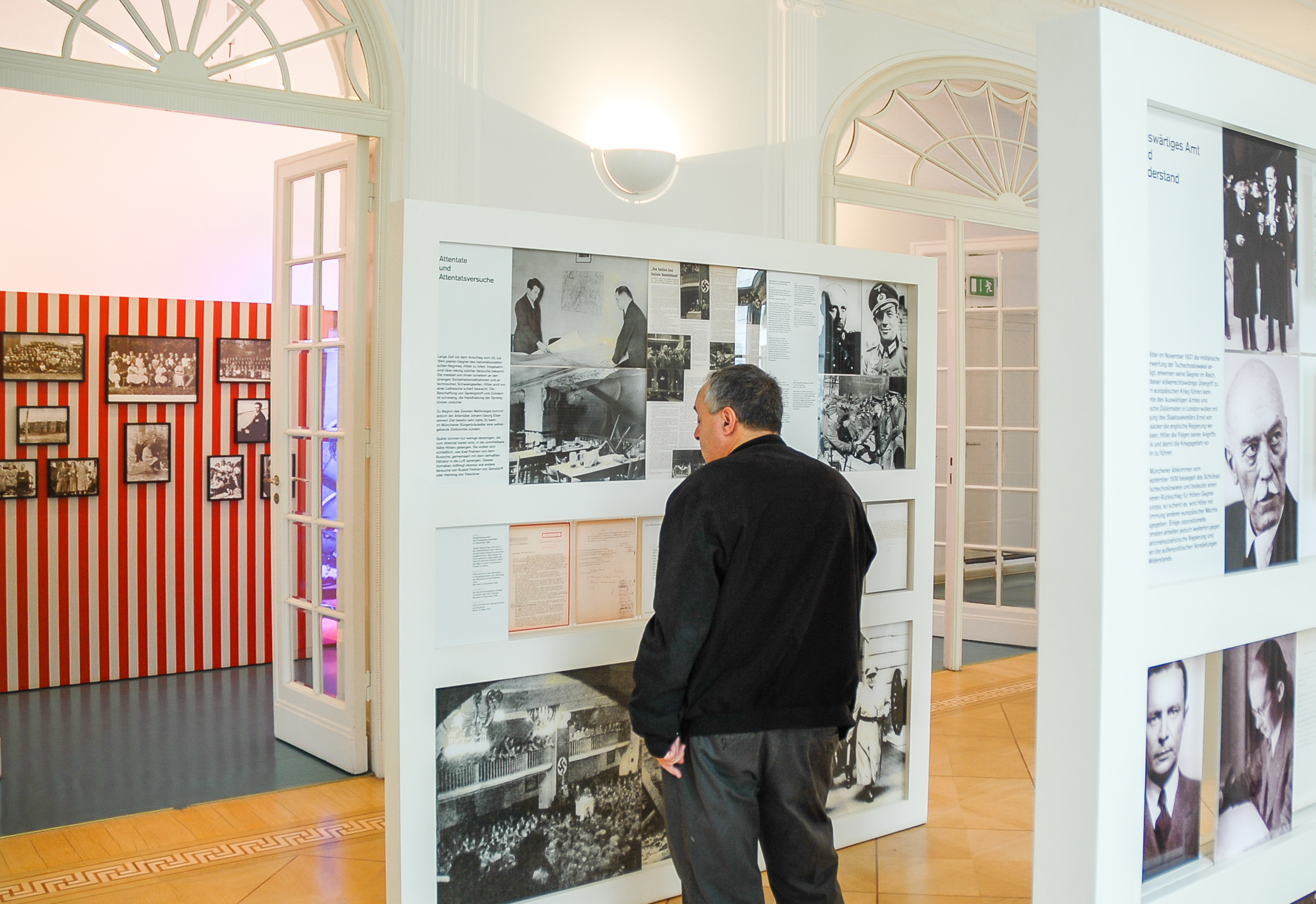
Utställningen i Bendlerblock över motståndet och offren.